# Diego José Benavente
Diego José Benavente Bustamante (Concepción, 1790-Santiago, 1867) fue un político chileno, de destacada participación en la época de la independencia y la organización de la República.

## Biografía
Hijo de Pedro José Benavente Roa y María Ana de Bustamante Roa y Guzmán y hermano del Ministro José María Benavente, cursó sus primeros estudios en el Seminario Conciliar de Concepción.
Al estallar la revolución, con 19 años y sin concluir sus estudios, Benavente se enroló en el ejército y participó de la Expedición Auxiliadora de Chile a la Argentina bajo las órdenes del coronel Pedro Andrés Alcázar. Regresó a Chile en 1813. Con la llegada de la expedición de Antonio Pareja, emprendió marcha con la expedición patriota al sur, con el rango de jefe de escolta del general José Miguel Carrera y luego capitán del regimiento de Húsares de la Guardia General, convirtiéndose en uno de los más cercanos colaboradores del caudillo chileno.
Con la derrota patriota en Rancagua, se dirigió hacia Mendoza y luego hacia Buenos Aires, apoyando a Carrera en su pugna con el general José de San Martín y Bernardo O'Higgins. Durante su exilio se dedicó al periodismo, y se hizo cargo de la familia de Carrera, tras el fusilamiento de todos los hermanos.
Al regresar a Chile, en 1824, luego de la abdicación de O'Higgins, el Director Supremo Ramón Freire lo designó Ministro de Hacienda. Su popularidad se vio mermada al apoyar el estanco del tabaco que enriqueció a Diego Portales y José M. Cea.
Fue elegido diputado en dos ocasiones, 1823 y 1826, asumiendo la presidencia de la Cámara de Diputados entre 1826 y 1827, impidiendo en este cargo que el golpe de Estado de Campino en 1827 llegara a éxito.
Fue elegido senador nueve veces: 1834, 1844, 1846, 1849, 1852, 1855, 1857, 1858 y 1861, llegando a ocupar la presidencia de la cámara alta.
Perteneciente al grupo conservador, entre 1829 y 1835 realizó una gran oposición a Portales, siendo parte del partido filopolita. Incluso se le acusó de participar en el motín de Quillota, en el que asesinaron al Ministro, pero fue absuelto.
Nuevamente sería perseguido y encarcelado en 1841, cuando dos Generales se acusaron mutuamente de que el otro intentaba asesinar al General Manuel Bulnes a las órdenes de Benavente. Solucionado el malentendido, Benavente sería llamado por Bulnes a ejercer importantes cargos en su administración, especialmente como diplomático.
En 1845 escribiría su memoria Las primeras campañas en la Guerra de la Independencia de Chile, en la que favorece la figura de José Miguel Carrera.